# Piotr Gontarczyk

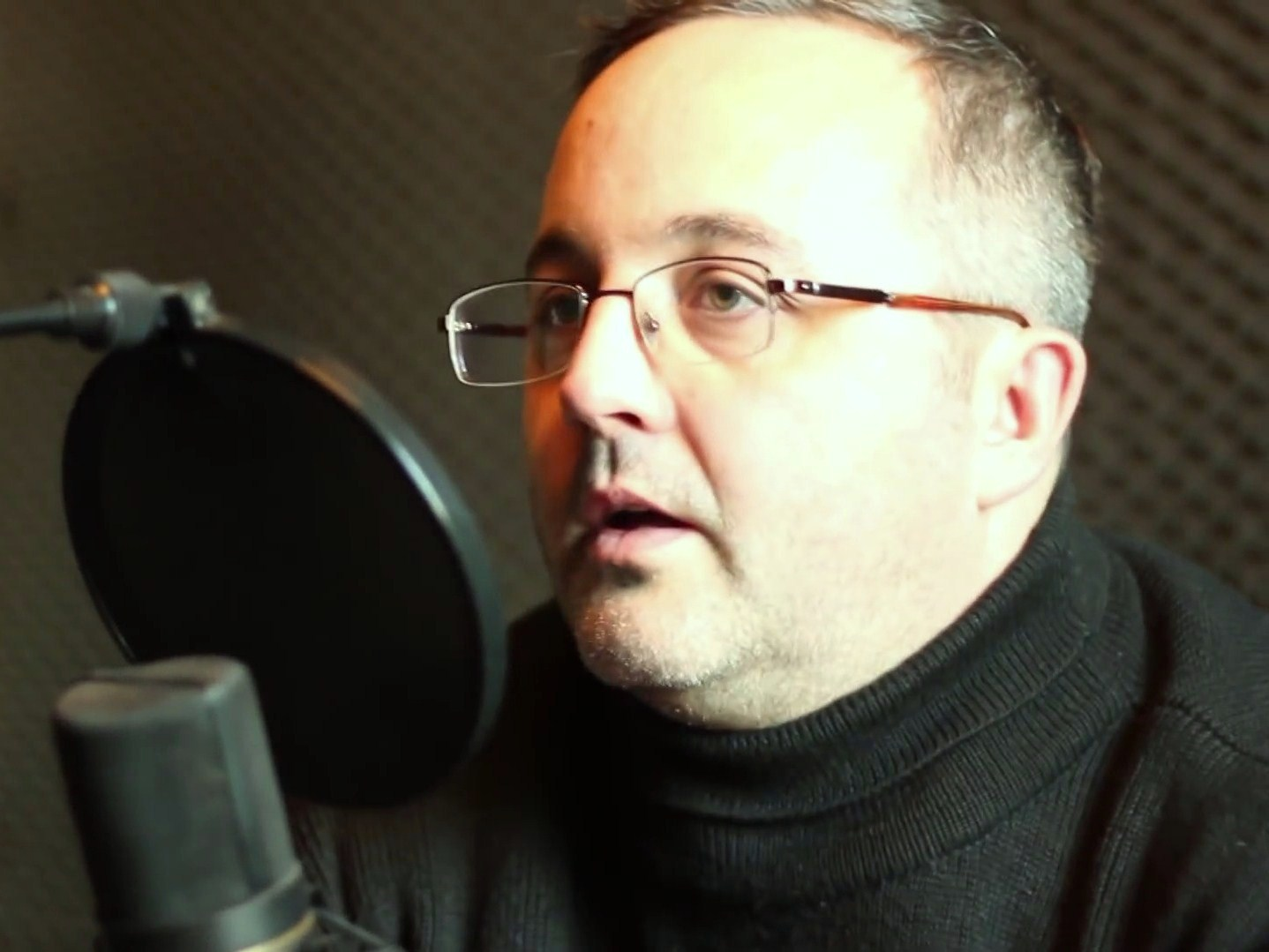
Piotr Gontarczyk

Piotr Gontarczyk (* 29. April 1970 in Żyrardów) ist ein polnischer Historiker und Politologe.

## Leben und Werk
Gontarczyk ist Absolvent der Universität Warschau mit Doktortitel in Geschichte und Politikwissenschaften. Von 1998 bis 2005 arbeitete er im Biuro Rzecznika Interesu Publicznego (Büro des Beauftragten des Öffentlichen Interesse). Seit 2006 war er stellvertretender Direktor des Archivbüros am Instytut Pamięci Narodowej (IPN), dem polnischen Pendant der Gauck-Behörde. Dort wurde er 2007 stellvertretender Direktor der Abteilung Lustration – Biuro Lustracyjne.
2008 publizierte er mit seinem Kollegen Sławomir Cenckiewicz das Buch SB a Lech Wałęsa (Der SB und Lech Wałęsa), das in Polen zur Kontroversen führte. In dem Buch behaupten die Autoren, dass ein in den Akten unter dem Namen »Bolek« geführter Arbeiter der Danziger Leninwerft und informeller Mitarbeiter des polnischen Staatssicherheitsdienstes, identisch sei mit Lech Wałęsa, dem Arbeiterführer und späteren Staatspräsidenten Polens.

## Bücher
- Tajne oblicze GL-AL, PPR. Dokumenty (1997–1999), ISBN 83-87654-03-5 (mit Leszek Żebrowski und Marek Jan Chodakiewicz).
- Pogrom? Zajścia polsko-żydowskie w Przytyku 9 marca 1936 r. Mity, fakty, dokumenty (2000), ISBN 83-909046-4-0.
- Polska Partia Robotnicza. Droga do władzy 1941–1944 (2003), ISBN 83-60335-75-3.
- Tajny współpracownik „Święty“ (2005), ISBN 83-919221-8-9.
- Kłopoty z historią. Wydawnictwo Arwil, Warszawa 2006, ISBN 83-60533-03-2.
- SB a Lech Wałęsa. Przyczynek do biografii. Instytut Pamięci Narodowej, Gdańsk 2008, ISBN 83-60464-74-X (mit Sławomir Cenckiewicz).
- Nowe Kłopoty z historią. Prohibita, Warszawa 2008, ISBN 978-83-61344-08-7.
- Najnowsze kłopoty z historią: publicystyka z lat 2008–2012. Zysk i S-ka Wydawnictwo, Poznań 2013.